# کلوچفسکایا اسپوکا
کلوچفسکایا سوپکا (روسی: Ключевская сопка) یک آتشفشان چینه‌ای فعال است که در جنوب شرقی شبه‌جزیره کامچاتکا در روسیه قرار دارد و بلندترین کوه این شبه‌جزیره و بلندترین آتشفشان فعال در اوراسیا به‌شمار می‌رود. مخروط متقارن و پرشیب آن حدود ۱۰۰ کیلومتر با دریای برینگ فاصله دارد. کلوچفسکایا اسپوکا بخشی از آتشفشان‌های کامچاتکا است که در فهرست میراث جهانی یونسکو ثبت شده‌اند.

## نگارخانه

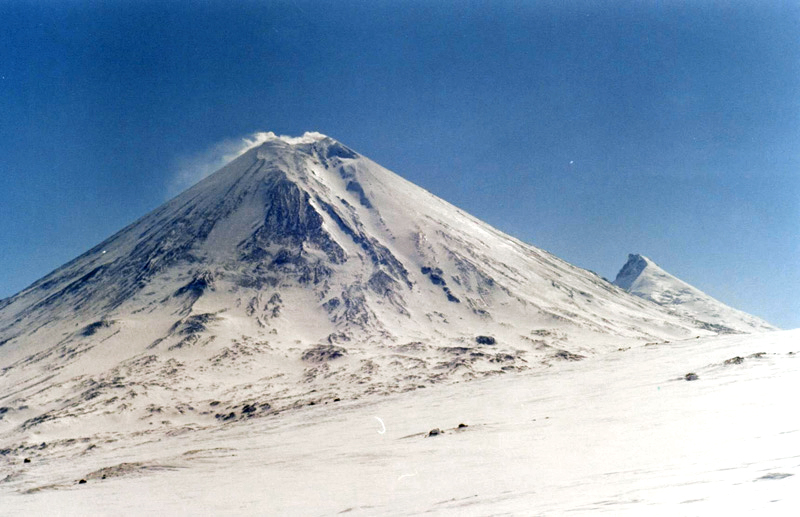
کلوچفسکایا اسپوکا در ژوئیه ۲۰۰۶
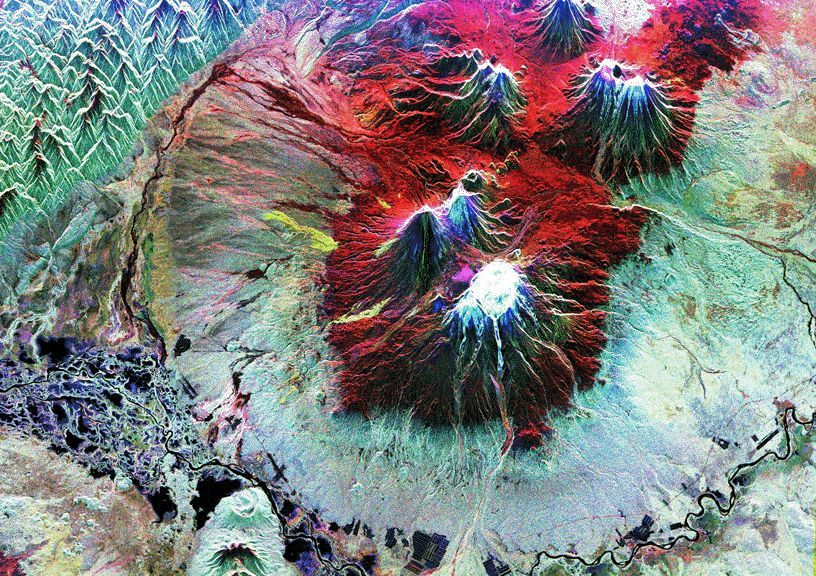
تصویر رادار فضایی SRTM از کلوچفسکایا اسپوکا در اکتبر ۱۹۹۴
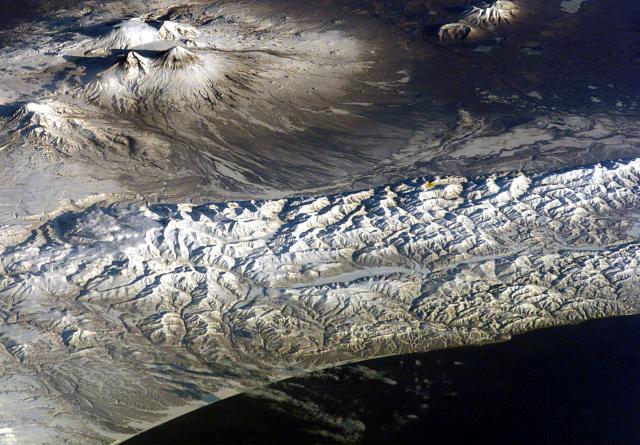
تصویر ماهواره‌ای ناسا از کلوچفسکایا اسپوکا در آوریل ۲۰۱۰
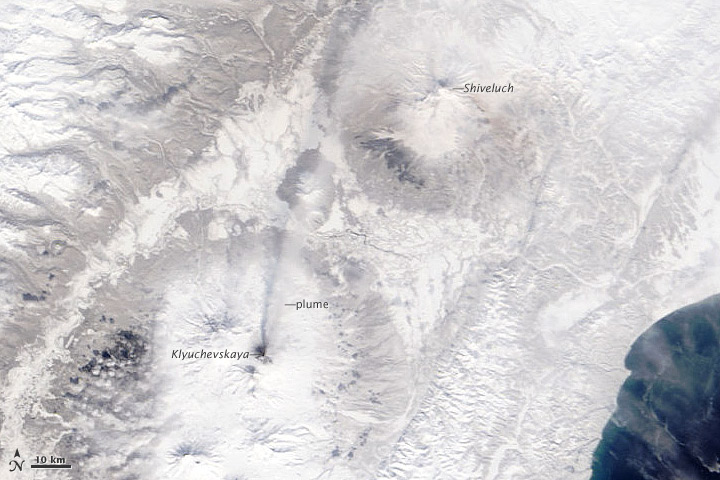
تصویر ماهواره‌ای و نقشه کلوچفسکایا اسپوکا در سال ۲۰۰۲
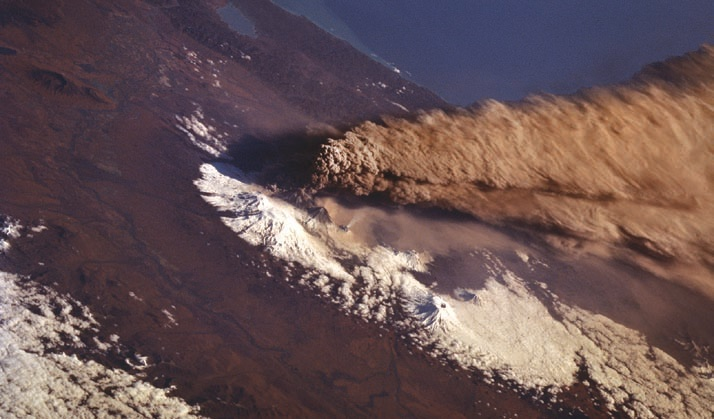
فوران اکتبر ۱۹۹۴
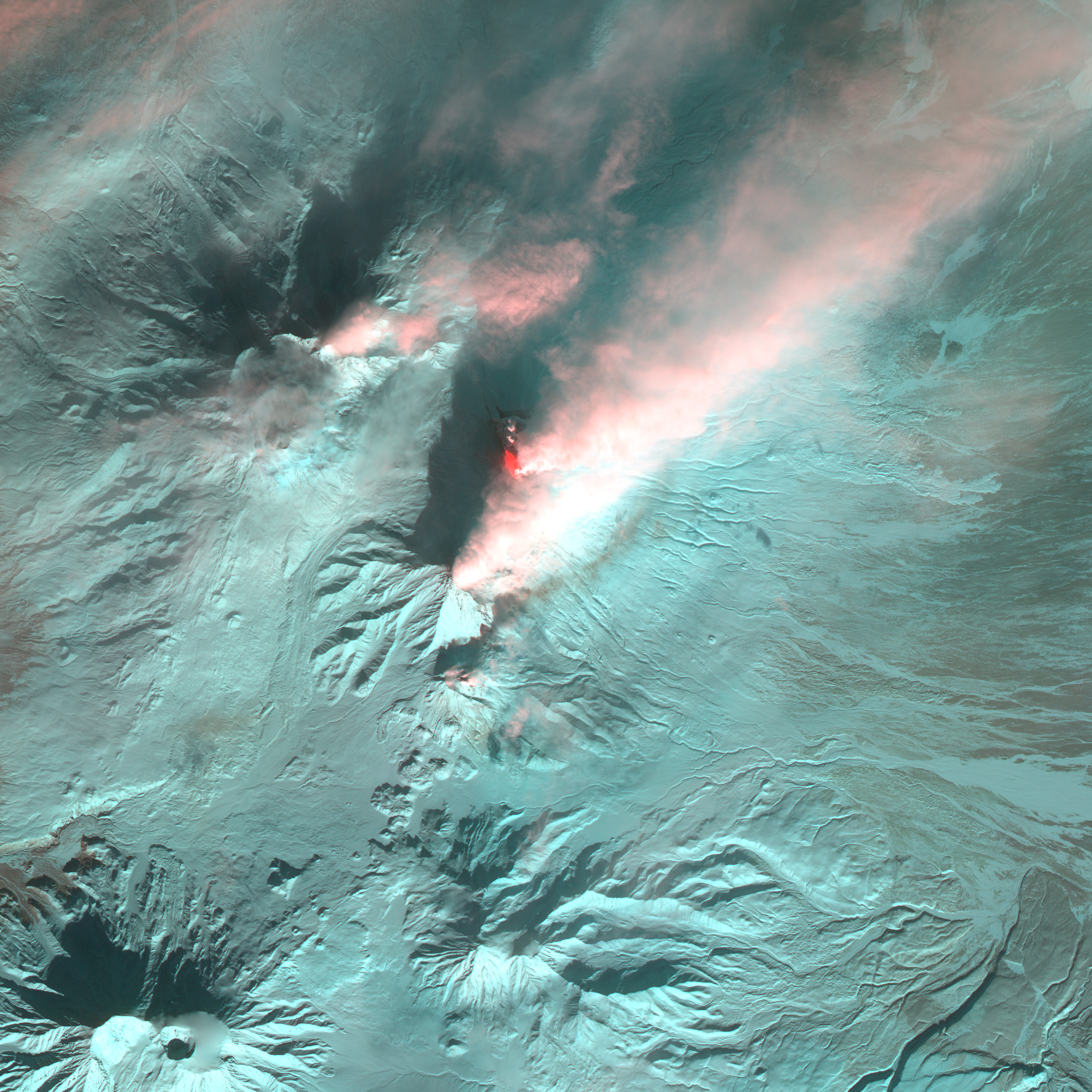
فوران فوریه ۲۰۰۵
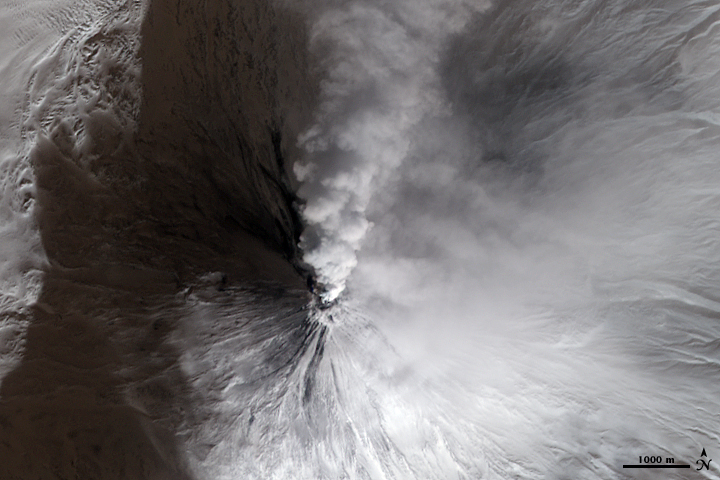
تصویر سنجنده استر از فوران فوریه ۲۰۱۰
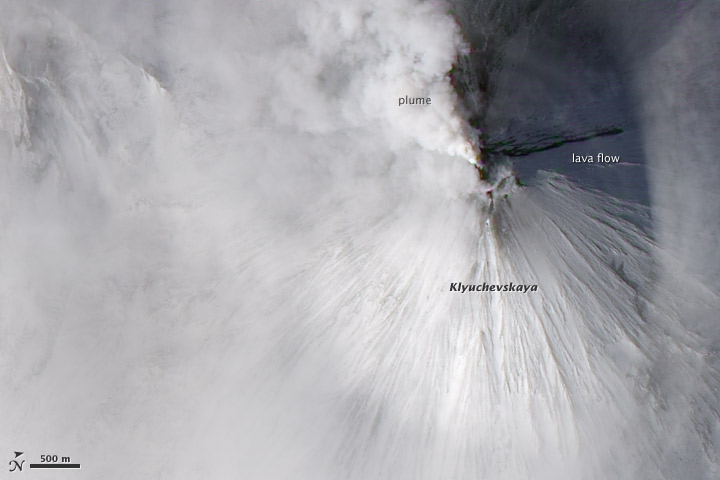
فوران مارس ۲۰۱۰
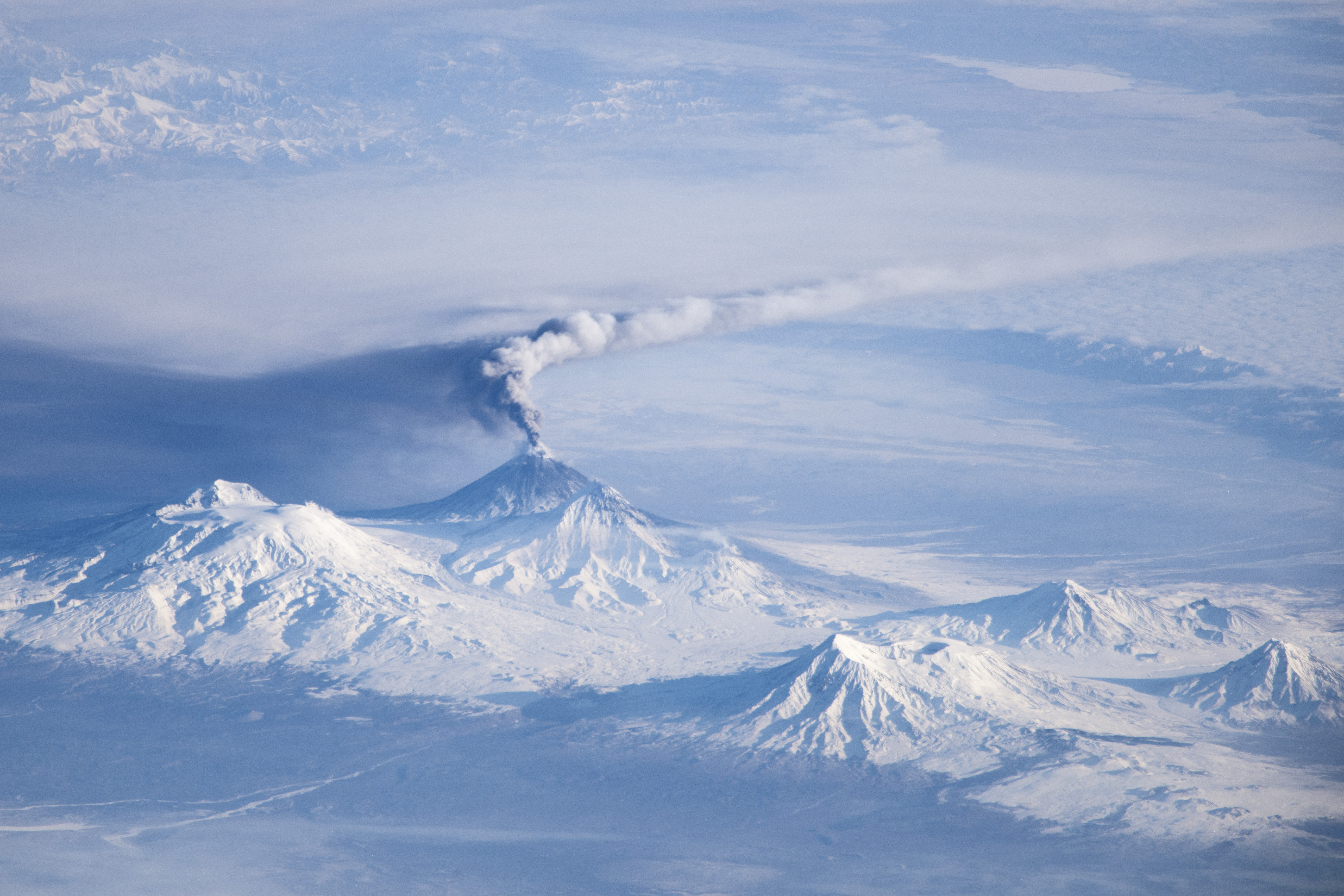
فوران ۱۶ نوامبر ۲۰۱۳
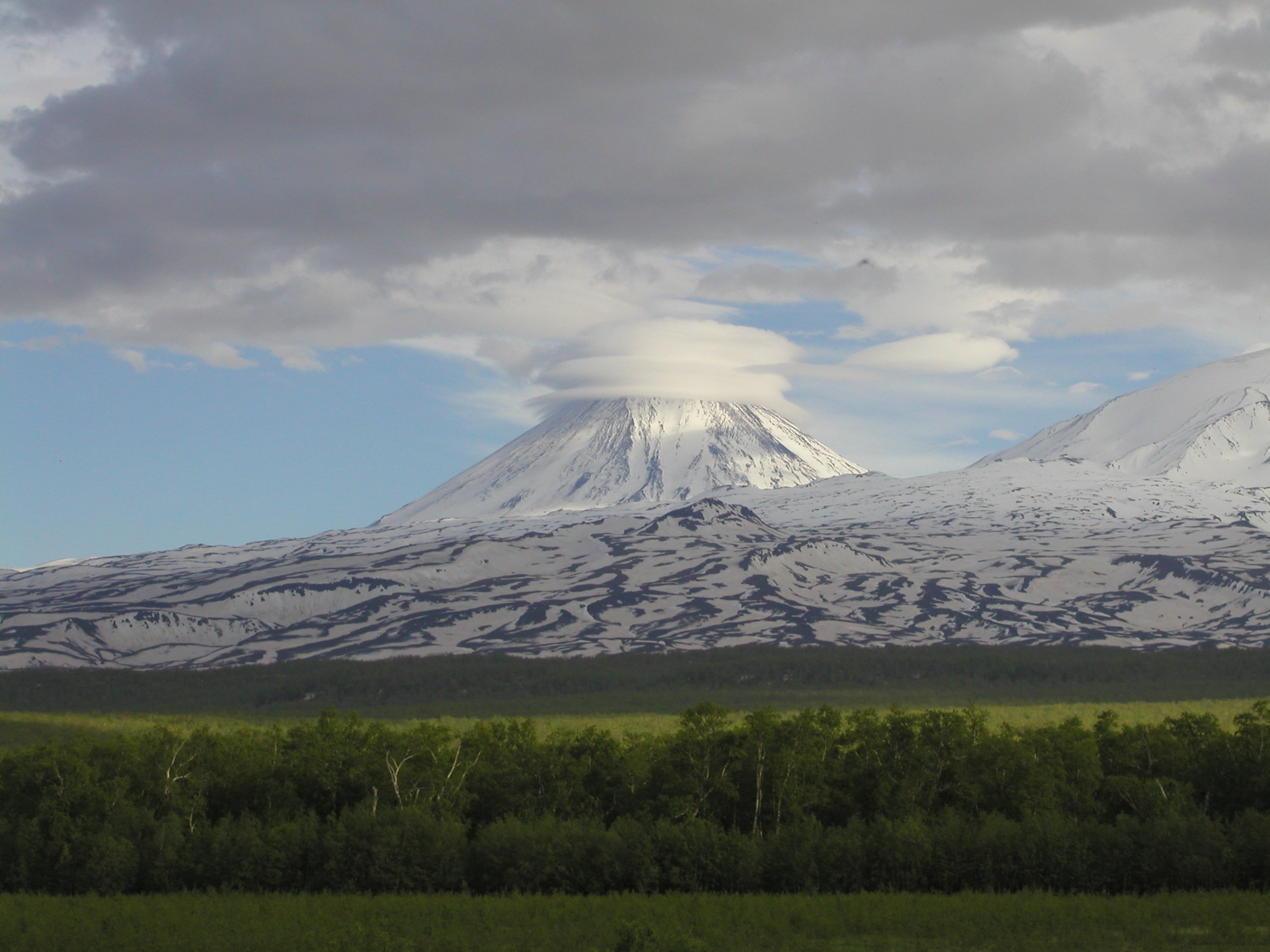
کلوچفسکایا اسپوکا
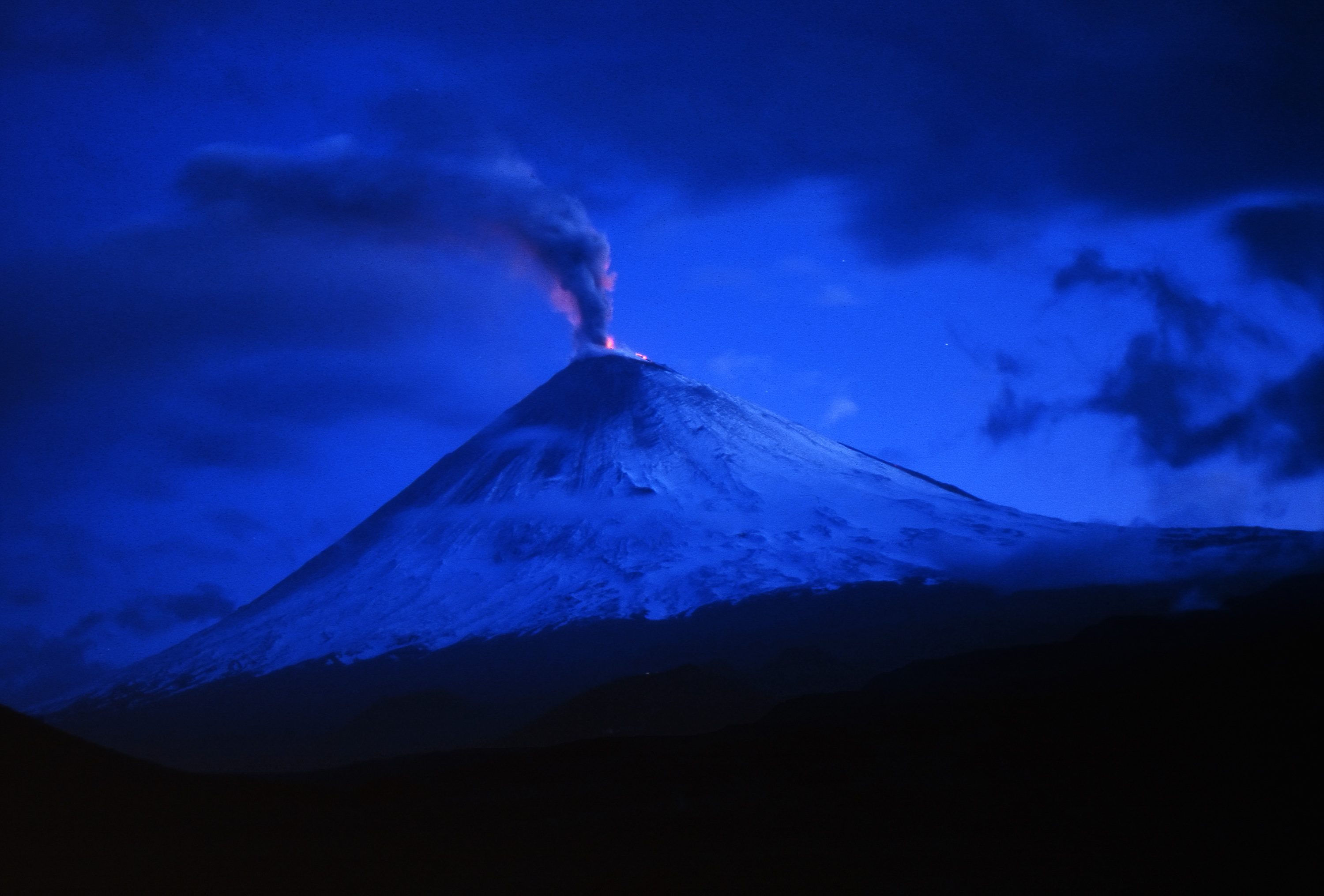
فوران تابستان ۱۹۹۳